# Himladrottningens bild i Heda

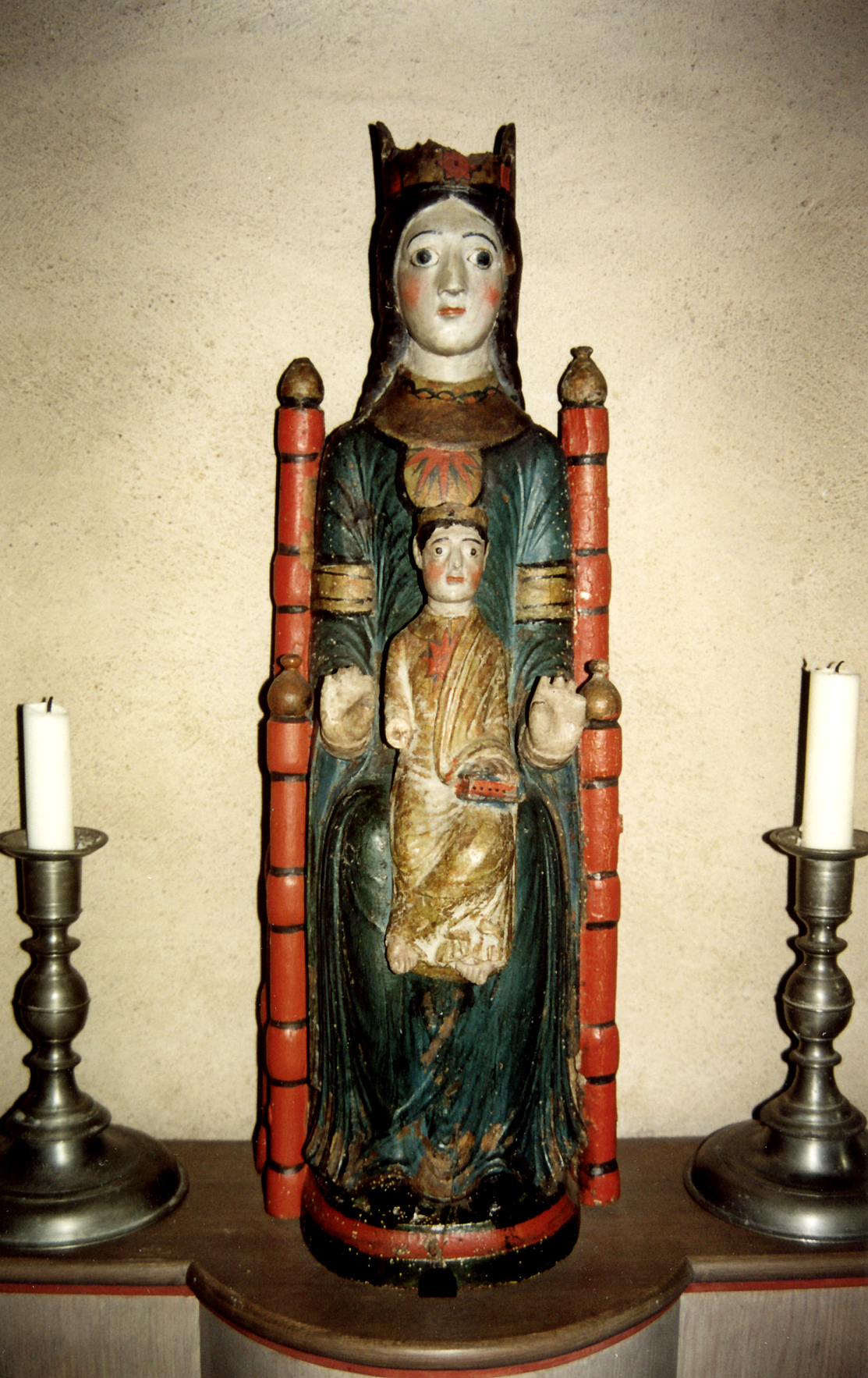
Madonnafiguren i Heda kyrka

Himladrottningens bild i Heda är en dikt av den svenske författaren Verner von Heidenstam, utgiven 1915 i diktsamlingen Nya dikter. Den skildrar ett samtal mellan en skulptur av jungfru Maria och en icke troende besökare. Skulpturen berättar sin historia ("åtta hundra julenätter / såg jag tända sina ljus") och ber sedan besökaren att ge sig av, men besökaren ber att få delges de egenskaper som har möjliggjort skulpturens tillkomst.
Dikten är inspirerad av en Mariafigur i trä från mitten av 1100-talet som finns i Heda kyrka i Östergötland. Enligt Ellen Key hade Heidenstam hittat skulpturen dammig och undanstoppad på kyrkans vind. De konungar som enligt dikten ska ha kysst skulpturens fot är från Sverkerska ätten och Bjälboätten, som höll till i det omgivande området under medeltiden. Heidenstam gjorde en inläsning av dikten 1930.